# きらめきのフォーク・ミュージック
きらめきのフォーク・ミュージックは、ユニバーサルミュージック・ダイレクトが企画・発売する通販専用CDボックスである。

## 概要
- 1960年代から1980年代を中心とした、フォークソング、ニューミュージックの曲を収録したオリジナル・コンピレーション・アルバムである。
- CD5枚組＋3枚組で全146曲を収録。

## 収録曲

### きらめきのフォーク・ミュージック

#### DISC-1：卒業写真
| 曲順 | タイトル                                                                                | アーティスト                   | ジャンル           |
| ---- | --------------------------------------------------------------------------------------- | ------------------------------ | ------------------ |
| 1    | さらば青春 （作詞・作曲：小椋佳） （発売日：1971年2月21日）                             | 小椋佳                         | フォーク           |
| 2    | 旅の宿 （作詞：岡本おさみ／作曲：吉田拓郎） （発売日：1972年7月1日）                    | よしだたくろう                 | ニューミュージック |
| 3    | 雪 （作詞・作曲：吉田拓郎） （発売日：1972年8月21日）                                   | 猫                             | ニューミュージック |
| 4    | 春夏秋冬 （作詞・作曲：泉谷しげる） （発売日：1972年4月25日）                           | 泉谷しげる                     | ニューミュージック |
| 5    | 学生街の喫茶店 （作詞：山上路夫／作曲：すぎやまこういち） （発売日：1972年6月20日）     | ガロ                           | ニューミュージック |
| 6    | ロマンス （作詞：山上路夫／作曲：堀内護） （発売日：1973年8月25日）                     | ガロ                           | ニューミュージック |
| 7    | 御案内 （作詞・作曲：伊豆丸礼子） （発売日：1972年9月20日）                             | ウィッシュ                     | フォーク・ロック   |
| 8    | 母に捧げるバラード （作詞：武田鉄矢／作曲：海援隊） （発売日：1973年12月10日）          | 海援隊                         | ニューミュージック |
| 9    | 煙草のけむり （作詞・作曲：五輪真弓） （発売日：1973年10月1日）                         | 五輪真弓                       | ニューミュージック |
| 10   | 心もよう （作詞・作曲：井上陽水） （発売日：1973年9月21日）                             | 井上陽水                       | ニューミュージック |
| 11   | 人生を語らず （作詞・作曲：吉田拓郎） （発売日：1974年12月10日）                        | よしだたくろう                 | ニューミュージック |
| 12   | 岬めぐり （作詞：山上路夫／作曲：山本コウタロー） （発売日：1974年6月1日）              | 山本コウタロー＆ウィークエンド | ニューミュージック |
| 13   | 白い冬 （作詞：工藤忠幸／作曲：山木康世） （発売日：1974年9月21日）                     | ふきのとう                     | ニューミュージック |
| 14   | 僕にまかせてください （作詞・作曲：さだまさし） （発売日：1975年4月10日）               | クラフト                       | フォーク           |
| 15   | 『いちご白書』をもう一度 （作詞・作曲：荒井由実） （発売日：1975年8月1日）              | バンバン                       | ニューミュージック |
| 16   | 卒業写真 （作詞・作曲：荒井由実） （発売日：1975年2月5日）                              | ハイ・ファイ・セット           | ニューミュージック |
| 17   | フィーリング （作詞：なかにし礼／作曲：モーリス・アルバート） （発売日：1976年12月1日） | ハイ・ファイ・セット           | ニューミュージック |
| 18   | この空を飛べたら （作詞・作曲：中島みゆき） （発売日：1978年3月10日）                   | 加藤登紀子                     | ニューミュージック |

#### DISC-2：遠い世界に
| 曲順 | タイトル                                                                                         | アーティスト                   | ジャンル           |
| ---- | ------------------------------------------------------------------------------------------------ | ------------------------------ | ------------------ |
| 1    | バラが咲いた （作詞・作曲：浜口庫之助） （発売日：1966年4月5日）                                 | マイク眞木                     | フォーク           |
| 2    | 今日の日はさようなら （作詞・作曲：金子詔一） （発売日：1967年8月25日）                          | 森山良子                       | フォーク           |
| 3    | 竹田の子守唄 （作詞・作曲：日本民謡） （発売日：1971年2月5日）                                   | 赤い鳥                         | フォーク           |
| 4    | サルビアの花 （作詞：相沢靖子／作曲：早川義夫） （発売日：1969年11月10日）                       | 早川義夫                       | フォーク           |
| 5    | チューリップのアップリケ （作詞：岡林信康・大谷あや子／作曲：岡林信康） （発売日：1969年3月5日） | 岡林信康                       | フォーク           |
| 6    | イムジン河 （原詞：朴世永／作詞：松山猛／作曲：高宗漢） （発売日：1969年7月）                    | ミューテーション・ファクトリー | フォーク           |
| 7    | 白い色は恋人の色 （作詞：北山修／作曲：加藤和彦） （発売日：1969年10月1日）                      | ベッツィ&クリス                | フォーク           |
| 8    | 遠い世界に （作詞・作曲：西岡たかし） （発売日：1968年5月8日）                                   | 五つの赤い風船                 | フォーク           |
| 9    | 男らしいってわかるかい （作詞：大塚まさじ・ピロ／作曲：ボブ・ディラン） （発売日：1971年7月）    | ディランII                     | フォーク           |
| 10   | 教訓Ⅰ （作詞：上野瞭・加川良／作曲：加川良） （発売日：1971年7月20日）                           | 加川良                         | フォーク           |
| 11   | 一本道 （作詞・作曲：友部正人） （発売日：1972年4月）                                            | 友部正人                       | フォーク           |
| 12   | さなえちゃん （作詞・作曲：仲井戸麗市） （発売日：1972年5月25日）                                | 古井戸                         | フォーク・ロック   |
| 13   | 葛飾にバッタを見た （作詞・作曲：なぎらけんいち） （発売日：1974年8月10日）                      | なぎらけんいち                 | フォーク           |
| 14   | 夕暮れ時はさびしそう （作詞・作曲：天野滋） （発売日：1974年7月10日）                            | NSP                            | フォーク           |
| 15   | 望郷 （作詞・作曲：山崎ハコ） （発売日：1975年10月1日）                                          | 山崎ハコ                       | フォーク           |
| 16   | 春うらら （作詞：最首としみつ・中里綴／作曲：田山雅充） （発売日：1976年2月26日）                | 田山雅充                       | ニューミュージック |
| 17   | 旅立ち （作詞・作曲：松山千春） （発売日：1977年1月25日）                                        | 松山千春                       | ニューミュージック |
| 18   | 狼になりたい （作詞・作曲：中島みゆき） （発売日：1979年3月21日）                                | 中島みゆき                     | ニューミュージック |

#### DISC-3：我が良き友よ
| 曲順 | タイトル                                                                                 | アーティスト                   | ジャンル           |
| ---- | ---------------------------------------------------------------------------------------- | ------------------------------ | ------------------ |
| 1    | 帰って来たヨッパライ （作詞：松山猛・北山修／作曲：加藤和彦） （発売日：1967年12月25日） | ザ・フォーク・クルセダーズ     | フォーク           |
| 2    | 悲しくてやりきれない （作詞：サトウハチロー／作曲：加藤和彦） （発売日：1968年3月21日）  | ザ・フォーク・クルセダーズ     | フォーク           |
| 3    | 青年は荒野をめざす （作詞：五木寛之／作曲：加藤和彦） （発売日：1968年12月5日）          | ザ・フォーク・クルセダーズ     | フォーク           |
| 4    | 小さな日記 （作詞：原田晴子／作曲：落合和徳） （発売日：1968年10月10日）                 | フォー・セインツ               | フォーク           |
| 5    | 希望 （作詞：藤田敏雄／作曲：いずみたく） （発売日：1969年5月1日）                       | フォー・セインツ               | フォーク           |
| 6    | 風 （作詞：北山修／作曲：はしだのりひこ） （発売日：1969年1月10日）                      | はしだのりひこ＆シューベルツ   | フォーク           |
| 7    | 或る日突然 （作詞：山上路夫／作曲：村井邦彦） （発売日：1969年5月10日）                  | トワ・エ・モワ                 | フォーク           |
| 8    | 夜が明けたら （作詞・作曲：浅川マキ） （発売日：1969年7月1日）                           | 浅川マキ                       | フォーク           |
| 9    | 琵琶湖周航の歌 （作詞：小口太郎／作曲：早川博二） （発売日：1971年5月21日）              | 加藤登紀子                     | フォーク           |
| 10   | 酔いどれ女の流れ唄 （作詞：みなみらんぼう／作曲：木森敏之） （発売日：1975年10月21日）   | 加藤登紀子                     | フォーク           |
| 11   | あの素晴しい愛をもう一度 （作詞：北山修／作曲：加藤和彦） （発売日：1971年4月5日）       | 加藤和彦＆北山修               | フォーク・ロック   |
| 12   | 花嫁 （作詞：北山修／作曲：はしだのりひこ・坂庭省悟） （発売日：1971年1月10日）          | はしだのりひこ＆クライマックス | フォーク・ロック   |
| 13   | 戦争を知らない子供たち （作詞：北山修／作曲：杉田二郎） （発売日：1971年2月5日）         | ジローズ                       | フォーク・ロック   |
| 14   | たどりついたらいつも雨ふり （作詞・作曲：吉田拓郎） （発売日：1972年7月5日）             | モップス                       | ニューミュージック |
| 15   | 我が良き友よ （作詞・作曲：吉田拓郎） （発売日：1975年2月5日）                           | かまやつひろし                 | ニューミュージック |
| 16   | 遠くで汽笛を聞きながら （作詞：谷村新司／作曲：堀内孝雄） （発売日：1976年9月20日）      | アリス                         | ニューミュージック |
| 17   | 冬の稲妻 （作詞：谷村新司／作曲：堀内孝雄） （発売日：1977年10月5日）                    | アリス                         | ニューミュージック |
| 18   | ぼくたちの失敗 （作詞・作曲：森田童子） （発売日：1976年11月21日）                       | 森田童子                       | ニューミュージック |

#### DISC-4：俺たちの旅
| 曲順 | タイトル                                                                                               | アーティスト     | ジャンル           |
| ---- | --- | ---------------- | ------------------ |
| 1    | 想い出の赤いヤッケ （作詞：菊池平三郎／作曲：三沢聖彦） （発売日：1967年3月）                          | 高石友也         | フォーク           |
| 2    | 白いブランコ （作詞：小平なほみ／作曲：菅原進） （発売日：1969年1月15日）                              | ビリー・バンバン | フォーク           |
| 3    | どうにかなるさ （作詞：山上路夫／作曲：かまやつひろし） （発売日：1970年4月5日）                       | かまやつひろし   | フォーク           |
| 4    | 自転車にのって （作詞・作曲：高田渡） （発売日：1971年5月20日）                                        | 高田渡           | フォーク           |
| 5    | 雨が空から降れば （作詞：別役実／作曲：小室等） （発売日：1971年4月1日）                               | 小室等           | フォーク           |
| 6    | 人生が二度あれば （作詞・作曲：井上陽水） （発売日：1972年3月1日）                                     | 井上陽水         | ニューミュージック |
| 7    | 赤色エレジー （作詞：あがた森魚／作曲：八洲秀章） （発売日：1972年4月25日）                            | あがた森魚       | フォーク           |
| 8    | プカプカ （作詞・作曲：西岡恭蔵） （発売日：1972年12月10日）                                           | 西岡恭蔵         | フォーク・ロック   |
| 9    | カレーライス （作詞・作曲：遠藤賢司） （発売日：1972年2月）                                            | 遠藤賢司         | フォーク           |
| 10   | 面影橋から （作詞：田中伸彦・及川恒平／作曲：及川恒平） （発売日：1972年11月10日）                     | 及川恒平＆六文銭 | フォーク           |
| 11   | ケンとメリー〜愛と風のように〜 （作詞：山中光弘・高橋信之／作曲：高橋信之） （発売日：1972年11月25日） | BUZZ             | ニューミュージック |
| 12   | あなた （作詞・作曲：小坂明子） （発売日：1973年12月21日）                                             | 小坂明子         | ニューミュージック |
| 13   | 精霊流し （作詞・作曲：さだまさし） （発売日：1974年4月25日）                                          | グレープ         | フォーク           |
| 14   | 縁切寺 （作詞・作曲：さだまさし） （発売日：1975年11月25日）                                           | グレープ         | フォーク           |
| 15   | 黒の舟唄 （作詞：能吉利人／作曲：桜井順） （発売日：1975年10月25日）                                   | 長谷川きよし     | フォーク           |
| 16   | ふれあい （作詞：山川啓介／作曲：いずみたく） （発売日：1974年7月1日）                                 | 中村雅俊         | ニューミュージック |
| 17   | 俺たちの旅 （作詞・作曲：小椋佳） （発売日：1975年10月10日）                                           | 中村雅俊         | ニューミュージック |
| 18   | 酒と泪と男と女 （作詞・作曲：河島英五） （発売日：1976年6月25日）                                      | 河島英五         | ニューミュージック |
| 19   | 青葉城恋唄 （作詞：星間船一／作曲：さとう宗幸） （発売日：1978年5月5日）                               | さとう宗幸       | フォーク           |

#### DISC-5：青春の影
| 曲順 | タイトル                                                                         | アーティスト | ジャンル           |
| ---- | -------------------------------------------------------------------------------- | ------------ | ------------------ |
| 1    | しおさいの詩 （作詞・作曲：小椋佳） （発売日：1971年2月21日）                    | 小椋佳       | フォーク           |
| 2    | マキシーのために （作詞：喜多条忠／作曲：南こうせつ） （発売日：1972年4月20日）  | かぐや姫     | ニューミュージック |
| 3    | 好きだった人 （作詞：伊勢正三／作曲：南こうせつ） （発売日：1972年4月20日）      | かぐや姫     | フォーク           |
| 4    | 神田川 （作詞：喜多条忠／作曲：南こうせつ） （発売日：1973年9月20日）            | かぐや姫     | フォーク           |
| 5    | 22才の別れ （作詞・作曲：伊勢正三） （発売日：1974年3月5日）                     | かぐや姫     | フォーク           |
| 6    | 氷の世界 （作詞・作曲：井上陽水） （発売日：1973年12月1日）                      | 井上陽水     | ニューミュージック |
| 7    | 心の旅 （作詞・作曲：財津和夫） （発売日：1973年4月20日）                        | チューリップ | ニューミュージック |
| 8    | 青春の影 （作詞・作曲：財津和夫） （発売日：1974年6月5日）                       | チューリップ | ニューミュージック |
| 9    | ひらひら （作詞・作曲：中山ラビ） （発売日：1974年7月）                          | 中山ラビ     | ニューミュージック |
| 10   | あの唄はもう唄わないのですか （作詞・作曲：伊勢正三） （発売日：1975年12月10日） | 風           | フォーク           |
| 11   | ほおづえをつく女 （作詞・作曲：伊勢正三） （発売日：1976年12月5日）              | 風           | ニューミュージック |
| 12   | なごり雪 （作詞・作曲：伊勢正三） （発売日：1975年11月5日）                      | イルカ       | ニューミュージック |
| 13   | 落陽 （作詞：岡本おさみ／作曲：吉田拓郎） （発売日：1976年9月25日）              | 山田パンダ   | ニューミュージック |
| 14   | めまい （作詞・作曲：小椋佳） （発売日：1975年11月21日）                         | 小椋佳       | フォーク           |
| 15   | 青空、ひとりきり （作詞・作曲：井上陽水） （発売日：1975年11月25日）             | 井上陽水     | ニューミュージック |
| 16   | 今日は雨 （作詞：喜多条忠／作曲：南こうせつ） （発売日：1976年2月5日）           | 南こうせつ   | ニューミュージック |
| 17   | 夢一夜 （作詞：阿木燿子／作曲：南こうせつ） （発売日：1978年10月25日）           | 南こうせつ   | フォーク           |
| 18   | あゝ青春 （作詞：松本隆／作曲：吉田拓郎） （発売日：1977年4月25日）              | 吉田拓郎     | ニューミュージック |
| 19   | 外は白い雪の夜 （作詞：松本隆／作曲：吉田拓郎） （発売日：1978年11月21日）       | 吉田拓郎     | ニューミュージック |

### きらめきのフォーク・ミュージックⅡ

#### DISC-1：想い出がいっぱい
| 曲順 | タイトル                                                                                   | アーティスト               | ジャンル           |
| ---- | ------------------------------------------------------------------------------------------ | -------------------------- | ------------------ |
| 1    | 若者たち （作詞：藤田敏雄／作曲：佐藤勝） （発売日：1966年8月1日）                         | ザ・ブロードサイド・フォー | フォーク           |
| 2    | 空よ （作詞・作曲：難波寛臣） （発売日：1970年3月25日）                                    | トワ・エ・モワ             | フォーク           |
| 3    | 結婚しようよ （作詞・作曲：吉田拓郎） （発売日：1972年1月21日）                            | よしだたくろう             | ニューミュージック |
| 4    | 妹 （作詞：喜多条忠／作曲：南こうせつ） （発売日：1974年5月20日）                          | かぐや姫                   | フォーク           |
| 5    | 私は泣いています （作詞・作曲：りりィ） （発売日：1974年3月5日）                           | りりィ                     | ニューミュージック |
| 6    | 22才の別れ （作詞・作曲：伊勢正三） （発売日：1975年2月5日）                               | 風                         | フォーク           |
| 7    | 無縁坂 （作詞・作曲：さだまさし） （発売日：1975年11月25日）                               | グレープ                   | フォーク           |
| 8    | ただお前がいい （作詞・作曲：小椋佳） （発売日：1987年12月1日）                            | 小椋佳                     | フォーク           |
| 9    | 今はもうだれも （作詞・作曲：佐竹俊郎） （発売日：1975年9月5日）                           | アリス                     | ニューミュージック |
| 10   | 眠れぬ夜 （作詞・作曲 : 小田和正） （発売日：1975年12月20日）                              | オフコース                 | ニューミュージック |
| 11   | マイ・ピュア・レディ （作詞・作曲 : 尾崎亜美） （発売日：1977年2月5日）                    | 尾崎亜美                   | ニューミュージック |
| 12   | 雨やどり （作詞・作曲：さだまさし） （発売日：1977年3月10日）                              | さだまさし                 | ニューミュージック |
| 13   | たそがれマイ・ラブ （作詞：阿久悠／作曲：筒美京平） （発売日：1978年8月5日）               | 大橋純子                   | ニューミュージック |
| 14   | 贈る言葉 （作詞：武田鉄矢／作曲：千葉和臣） （発売日：1979年11月1日）                      | 海援隊                     | ニューミュージック |
| 15   | HERO（ヒーローになる時、それは今） （作詞・作曲：甲斐よしひろ） （発売日：1978年12月20日） | 甲斐バンド                 | ニューミュージック |
| 16   | 大阪で生まれた女 （作詞・作曲：岡山準三&BORO） （発売日：1979年8月1日）                    | BORO                       | ニューミュージック |
| 17   | Goodbye Day （作詞：来生えつこ／作曲：来生たかお） （発売日：1981年5月21日）               | 来生たかお                 | ニューミュージック |
| 18   | 想い出がいっぱい （作詞：阿木燿子／作曲：鈴木キサブロー） （発売日：1983年3月25日）        | H2O                        | ニューミュージック |

#### DISC-2：愛を止めないで
| 曲順 | タイトル                                                                                          | アーティスト                     | ジャンル           |
| ---- | ------------------------------------------------------------------------------------------------- | -------------------------------- | ------------------ |
| 1    | 花はどこへ行った （作詞：おおたたかし／作曲：ピート・シーガー） （発売日：1966年）                | ザ・リガニーズ                   | フォーク           |
| 2    | 風をあつめて （作詞：松本隆／作曲：細野晴臣） （発売日：1971年11月20日）                          | はっぴいえんど                   | フォーク・ロック   |
| 3    | ジョニィへの伝言 （作詞：阿久悠／作曲：都倉俊一） （発売日：1973年3月10日）                       | ペドロ&カプリシャス              | ニューミュージック |
| 4    | 虹と雪のバラード （作詞：河邨文一郎／作曲：村井邦彦） （発売日：1971年8月25日）                   | トワ・エ・モワ                   | フォーク           |
| 5    | サボテンの花 （作詞・作曲：財津和夫） （発売日：1975年2月5日）                                    | チューリップ                     | ニューミュージック |
| 6    | 赤ちょうちん （作詞：喜多条忠／作曲：南こうせつ） （発売日：1974年1月10日）                       | かぐや姫                         | フォーク           |
| 7    | 池上線 （作詞：佐藤順英／作曲：西島三重子） （発売日：1976年4月25日）                             | 西島三重子                       | ニューミュージック |
| 8    | 大都会 （作詞：田中昌之・山下三智夫・友永ゆかり） （作曲：山下三智夫） （発売日：1979年11月21日） | クリスタルキング                 | ニューミュージック |
| 9    | あんたのバラード （作詞・作曲：世良公則） （発売日：1977年11月25日）                              | 世良公則&ツイスト                | ロック             |
| 10   | 身も心も （作詞：阿木燿子／作曲：宇崎竜童） （発売日：1977年9月5日）                              | ダウン・タウン・ブギウギ・バンド | ロック             |
| 11   | ANAK（息子） （作詞：なかにし礼／作曲：フレディー・アギラ） （発売日：1978年9月1日）              | 杉田二郎                         | フォーク           |
| 12   | チャンピオン （作詞・作曲：谷村新司） （発売日：1978年12月5日）                                   | アリス                           | ニューミュージック |
| 13   | 愛を止めないで （作詞・作曲 : 小田和正） （発売日：1979年1月20日）                                | オフコース                       | ニューミュージック |
| 14   | ロンリー・ハート （作詞：大津あきら／作曲：竹田和夫） （発売日：1981年4月21日）                   | クリエイション                   | ニューミュージック |
| 15   | ルビーの指環 （作詞：松本隆／作曲：寺尾聰） （発売日：1981年2月5日）                              | 寺尾聰                           | ニューミュージック |
| 16   | 俺たちの旅 （作詞・作曲：小椋佳） （発売日：1987年12月1日）                                       | 小椋佳                           | フォーク           |
| 17   | 恋の予感 （作詞：井上陽水／作曲：玉置浩二） （発売日：1984年10月25日）                            | 安全地帯                         | ロック             |
| 18   | 百万本のバラ （作詞：加藤登紀子／作曲：ライモンズ・パウルス） （発売日：1987年4月25日）           | 加藤登紀子                       | ニューミュージック |

#### DISC-3：夢の中へ
| 曲順 | タイトル                                                                                    | アーティスト                   | ジャンル           |
| ---- | ------------------------------------------------------------------------------------------- | ------------------------------ | ------------------ |
| 1    | 夢の中へ （作詞・作曲：井上陽水） （発売日：1973年3月1日）                                  | 井上陽水                       | ニューミュージック |
| 2    | タイムマシンにおねがい （作詞：松山猛／作曲：加藤和彦） （発売日：1974年10月5日）           | サディスティック・ミカ・バンド | ロック             |
| 3    | 春の予感〜I've been mellow （作詞・作曲 : 尾崎亜美） （発売日：1978年7月5日）               | 尾崎亜美                       | ニューミュージック |
| 4    | わかれうた （作詞・作曲：中島みゆき） （発売日：1977年9月10日）                             | 中島みゆき                     | ニューミュージック |
| 5    | 人間の証明のテーマ （作詞：西條八十・ジョー山中／作曲：大野雄二） （発売日：1977年8月10日） | ジョー山中                     | ニューミュージック |
| 6    | 戦士の休息 （作詞：山川啓介／作曲：大野雄二） （発売日：1978年8月10日）                     | 町田義人                       | ニューミュージック |
| 7    | 君のひとみは10000ボルト （作詞：谷村新司／作曲：堀内孝雄） （発売日：1978年8月5日）         | 堀内孝雄（アリス）             | ニューミュージック |
| 8    | 安奈 （作詞・作曲：甲斐よしひろ） （発売日：1979年10月5日）                                 | 甲斐バンド                     | ニューミュージック |
| 9    | 帰らざる日々 （作詞・作曲：谷村新司） （発売日：1976年4月5日）                              | アリス                         | フォーク・ロック   |
| 10   | 虹とスニーカーの頃 （作詞・作曲：財津和夫） （発売日：1979年7月5日）                        | チューリップ                   | ニューミュージック |
| 11   | 海岸通 （作詞・作曲：伊勢正三） （発売日：1979年4月25日）                                   | イルカ                         | フォーク           |
| 12   | 花〜すべての人の心に花を〜 （作詞・作曲：喜納昌吉） （発売日：1980年6月）                   | 喜納昌吉&チャンプルーズ        | ニューミュージック |
| 13   | さよなら （作詞・作曲 : 小田和正） （発売日：1979年12月1日）                                | オフコース                     | ニューミュージック |
| 14   | 夢の途中 （作詞：来生えつこ／作曲：来生たかお） （発売日：1981年11月10日）                  | 来生たかお                     | ニューミュージック |
| 15   | シルエット・ロマンス （作詞：来生えつこ／作曲：来生たかお） （発売日：1981年11月25日）      | 大橋純子                       | ニューミュージック |
| 16   | ワインレッドの心 （作詞：井上陽水／作曲：玉置浩二） （発売日：1983年11月25日）              | 安全地帯                       | ロック             |
| 17   | 背番号のないエース （作詞：売野雅勇／作曲：芹澤廣明） （発売日：1986年3月21日）             | ラフ&レディ                    | ニューミュージック |
| 18   | 愛燦燦 （作詞・作曲：小椋佳） （発売日：1987年12月1日）                                     | 小椋佳                         | フォーク           |